# 谭龙
谭龙（1988年4月1日—），出生于辽宁省大连市，曾用名谭鑫，中国足球运动员，他的父亲是美国人，母亲是中国人，司职前锋。

## 职业生涯
谭龙6岁开始踢球，2007年进入上海七斗星一线队，并在4月29日七斗星和北京理工大学的比赛中上演联赛首秀。他在这场比赛打进个人职业生涯的首个进球，但球队却以1比2不敌对手。
谭龙在中甲踢了两个赛季，打进3个联赛进球。2008年底，他前往美国，并成功加盟美国足球联赛发展联盟球队亚特兰大黑鹰。2009赛季中，他在联赛出场12次，打进7球。他的表现也受到美国职业足球大联盟球队费城联的注意，并短暂试训于该队，但没有得到合同。最终他选择在2010年1月签约美国足球甲级联赛球队坦帕湾。2010赛季结束后，谭龙先后两次试训于将在2011赛季加盟大联盟的温哥华白浪。2011年3月11日，温哥华白浪官方宣布正式和谭龙签约，他也因此成为第一名加盟美国职业足球大联盟的中国球员。
2011年3月26日，他在温哥华白浪0比1不敌费城联的比赛中首次代表温哥华白浪出场，成为第一名在MLS出场的中国球员。在2011赛季中，谭龙同时代表温哥华白浪和温哥华白浪在美国足球联赛发展联盟的预备队参赛。10月12日，谭龙在温哥华白浪主场2比1击败华盛顿特区联的比赛中打进一球，成为首位在MLS进球的中国球员。在2012赛季，谭龙在球队的出场时间缩短。6月份，他因为在Twitter上抱怨出场时间太少而被球队给予无限期停赛的处罚。。但他本人在新浪微博表示“除了瞎写就是瞎写！真你们清楚真相么？服了 ” “周五开始正常的跟队训练！扣除了一个星期的工资。不是像中国媒体说的无限期禁赛。关心我的朋友们谢谢你们了！我很好”
2012年6月28日，温哥华白浪将谭龙交易到华盛顿特区联，而华盛顿特区联则将2015赛季的第一轮选秀权送给白浪队作为补偿。他在和芝加哥火焰的比赛射进加盟球队的唯一一个进球。赛季结束后，他被华盛顿特区联解约。2013年2月6日，谭龙和美国职业联赛球队奥兰多城签约一年。赛季结束后，他并未和球队续约而离队。
2014年2月21日，他回到中国，加盟中国足球超级联赛升班马哈尔滨毅腾，谭龙算得毅腾在内援场上的最大手笔。不过，就在为谭龙注册的时候，发现谭龙曾经使用“谭鑫”的名字注册过参赛证，且出生年份注册为1989年，谭龙因在美国踢球使中国足协无法对其加以处罚，谭龙回国踢球后因“改年龄、改名字”被处罚停赛四场。3月22日，哈尔滨毅腾客场对阵江苏舜天比赛中迎来了自己回归后的首秀。仅仅5个月后，哈尔滨毅腾与谭龙正式解约，谭龙在哈尔滨毅腾效力期间，共出场7次，其中，4次首发、3次替补。
2017年1月，谭龙加盟长春亚泰。2021年，为备战3月开踢的卡塔尔世预赛亚洲区40强赛下半程比赛，中国男足将于1月22日至2月10日在海口展开2021年首期集训，他入选27人名单。